# Owase
Owase (尾鷲市, Owase-shi) est une ville située dans la préfecture de Mie, au Japon.

## Géographie

### Situation
Owase est une ville située dans le Sud de la préfecture de Mie (Kansai), sur l'île de Honshū, au Japon. 

## Histoire
La ville d'Owase a été formée le 20 juin 1954, par la fusion des municipalités d'Owashi, Sugari, Kuki, Kitawauchi et Minamiwauchi.

## Culture locale et patrimoine

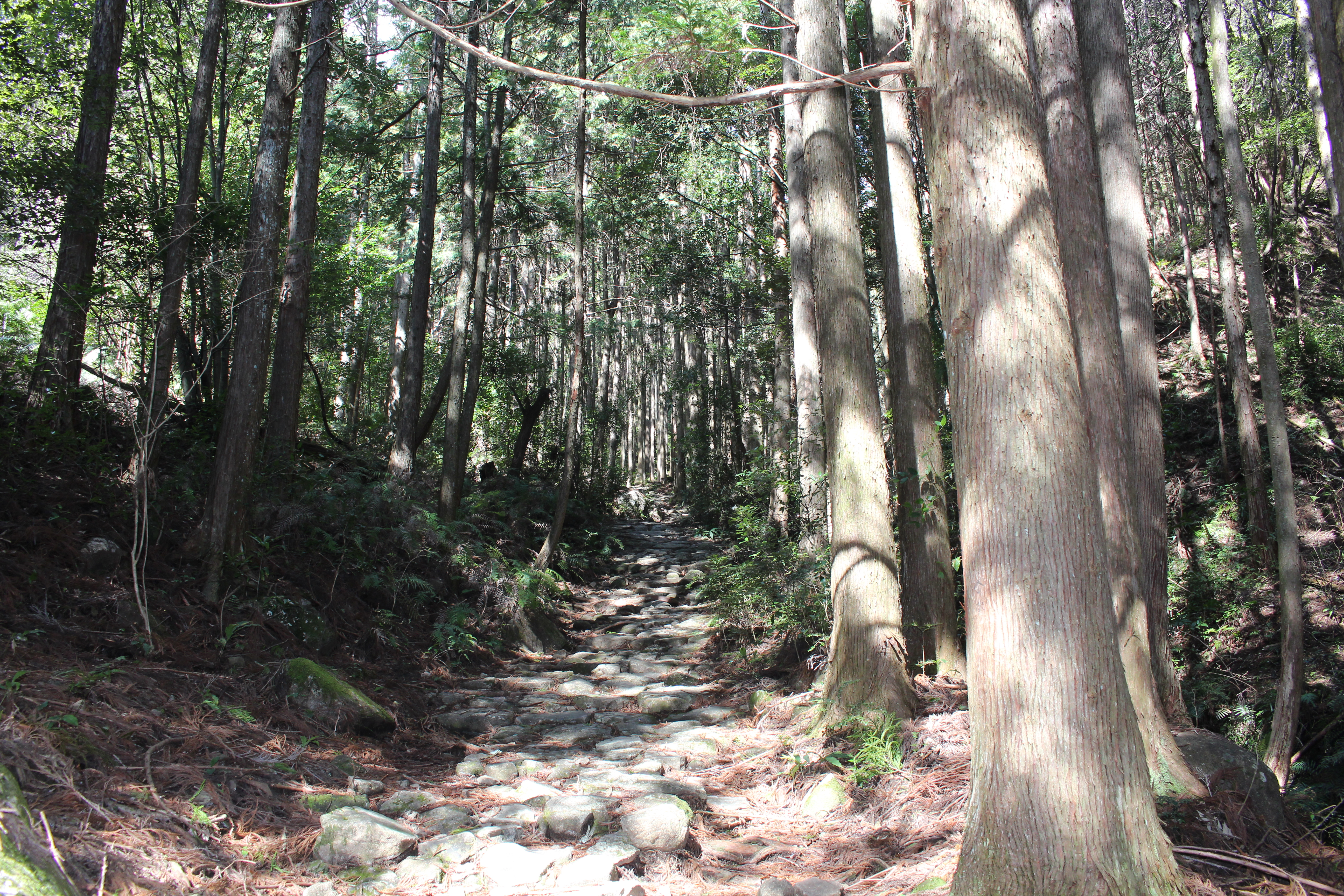
Sites sacrés et chemins de pèlerinage dans les monts Kii.

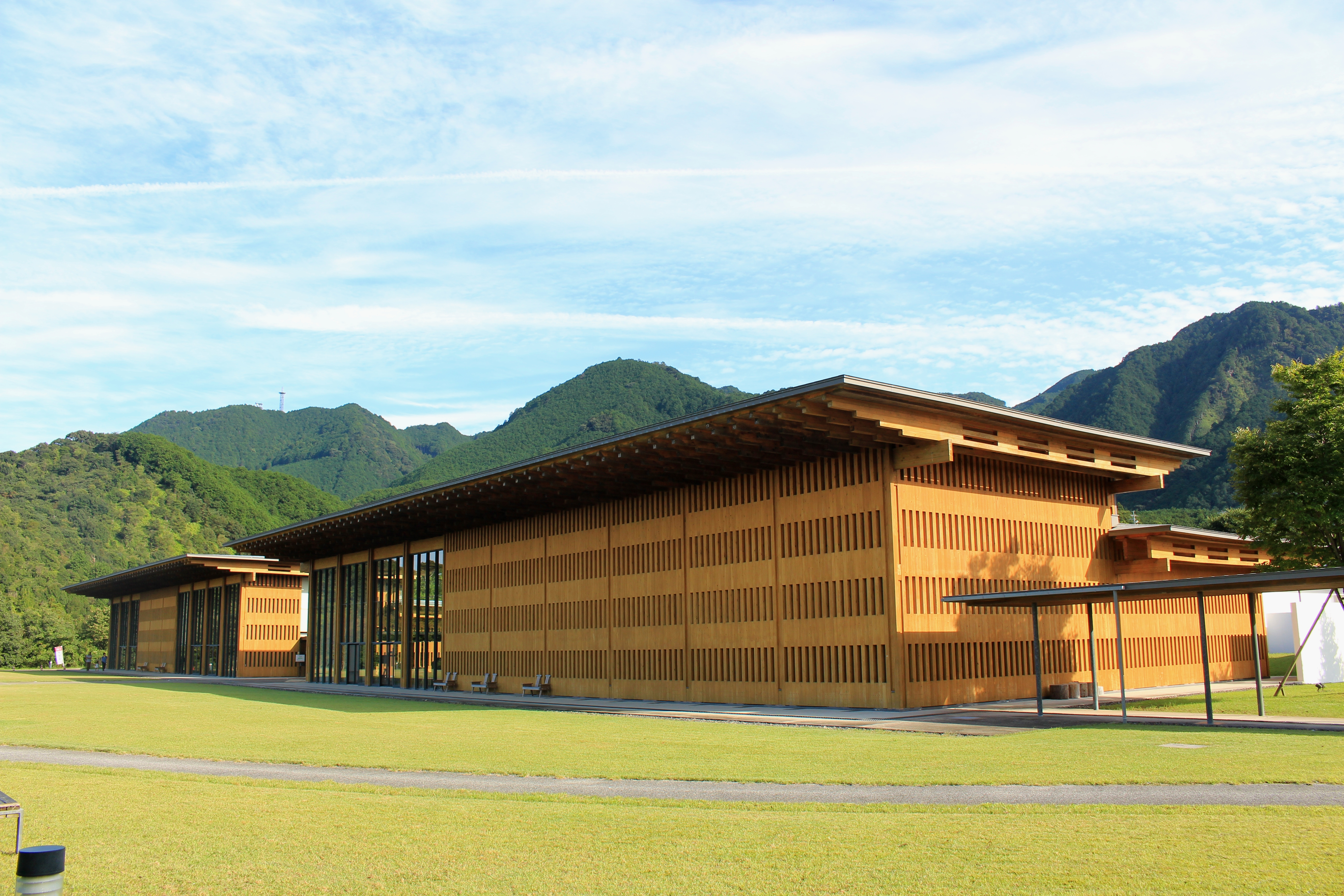
Centre Kumano Kodō.

La ville d'Owase abrite plusieurs éléments du patrimoine mondial du Japon, dont les sites sacrés et chemins de pèlerinage dans les monts Kii.

## Transports
Owase est desservie par la ligne principale Kisei de la JR Central.

## Jumelages
- Prince Rupert (Canada) depuis 1968
- Jinzhou (Chine) depuis 2007